# Bedotia
Bedotia es un género de peces con espina (Actinopterygii), de la familia Bedotiidae, que cuenta con nueve especies.

## Localización y características
Las especies de este género son endémicas de Madagascar.
Todas las especies del género son menores de 10 cm de largo, son muy coloridas, alargadas y algo comprimidas lateralmente.
Son peces exclusivamente de agua dulce, se encuentran en las pequeñas y medianas arboladas de ríos y arroyos, y en menor grado en los pantanos y ciénagas, a lo largo de la vertiente oriental de Madagascar.

## Especies
- Bedotia albomarginata
- Bedotia alveyi
- Bedotia geayi
- Bedotia longianalis
- Bedotia leucopteron
- Bedotia madagascariensis
- Bedotia marojejy
- Bedotia masoala
- Bedotia tricolor